# Paul van Kempen
Paul van Kempen (Zoeterwoude, 16 maggio 1893 – Amsterdam, 8 dicembre 1955) è stato un direttore d'orchestra e violinista olandese.

## Biografia
Van Kempen proveniva da una numerosa famiglia non molto agiata, ma che tuttavia gli consentì di studiare violino con Jan Gerbrand Striening a Leida. Dal 1910 al 1913 studiò al Conservatorio di Amsterdam. I suoi insegnanti furono Julius Röntgen, Zweers Bernard e il violinista Louis Zimmerman. Subito dopo i suoi studi nella stagione 1913-14, van Kempen divenne membro dell'Orchestra reale del Concertgebouw, come secondo violino, ma egli aspirava a una posizione come primo violino o direttore d'orchestra. Quando divenne chiaro che questo non gli era possibile in Olanda, dopo solo due stagioni al Concertgebouw, nel 1916 si trasferì a Poznań (all'epoca Impero tedesco) e poi nel 1920 a Dortmund dove fu primo violino dell'orchestra municipale. In quel periodo fu anche docente presso il conservatorio e membro di un Trio. Dal 1929 van Kempen divenne direttore della Dortmunder Kammerorchester e nel 1932 accettò l'offerta di svolgere l'incarico a Oberhausen, tuttavia per questo doveva accettare di essere naturalizzato tedesco, cosa che fece. Dopo una sola stagione ad Oberhausen ed una con una compagnia d'opera itinerante, dal 1934-1942 fu direttore stabile della Filarmonica di Dresda; qui raggiunse grande fama, grazie anche a numerose registrazioni grammofoniche e il livello dell'orchestra salì notevolmente tanto da diventare ben presto una delle migliori orchestre in Germania. Nel 1942 succedette a Herbert von Karajan come Kapellmeister dell'orchestra sinfonica di Aquisgrana dove rimase fino al 1944.
Nel 1949 van Kempen tornò in Olanda come direttore principale della Radio Filharmonisch Orkest fino al 1955, con sede a Hilversum, dedicandosi principalmente a lavori in studio, si esibirono in pubblico solo al Holland Festival. Diresse saltuariamente anche l'Orchestra filarmonica di Rotterdam. Tuttavia, la sua attività di direttore durante la seconda guerra mondiale, come condurre concerti per la Wehrmacht, lo resero una figura controversa nei Paesi Bassi. In una occasione, nel 1951, van Kempen era impegnato ad Amsterdam come direttore sostituto presso l'Orchestra del Concertgebouw al posto del malato Eduard van Beinum. Durante la prima serata, il pubblico protestò con forza, ma il concerto ebbe luogo, la seconda serata le interruzioni erano così gravi che il 62 orchestrali lasciarono il palco e si rifiutarono di continuare. In seguito a tali episodi van Kempen dovette astenersi da effettuare altre esibizioni nella capitale e caddero le sue ambizioni di succedere a Van Beinum. Si ritirò a vita privata, ma effettuò ancora alcune registrazioni con l'orchestra del Concertgebouw. Nel 1953 tornò quale direttore musicale generale a Brema, ma morì ad Amsterdam nel 1955 per una patologia epatica, proprio quando la sua carriera era di nuovo in risalita.
Le sue interpretazioni erano piene di foga e ardore. Le registrazioni delle opere di Čajkovskij che effettuò nel 1951 con l'Orchestra del Concertgebouw rimangono a tutt'oggi un'espressione di forza, in contrasto con interpretazioni tardive, considerate più "morbide".

## Discografia parziale
- Beethoven, Conc. pf. n. 1-5/Rondò n. 1-2 - Kempff/Kempen/BPO, 1953 Deutsche Grammophon
- Beethoven: Symphonies Nos. 3 "Eroica", 7, 8 & Consecration of the House - Paul van Kempen/Berliner Philharmoniker, 1951 Deutsche Grammophon
- Brahms: Piano Concerto No. 2 in B-Flat Major, Op. 83 & Hungarian Dances - Adrian Aeschbacher/Berliner Philharmoniker/Paul van Kempen, Deutsche Grammophon
- Reger: Hiller-Variations, Op. 100 - Berliner Philharmoniker/Paul van Kempen, Deutsche Grammophon
- Tchaikovsky: Symphony No. 5 & Italian Capriccio - Royal Concertgebouw Orchestra/Paul van Kempen, Mangora
- Tchaikovsky: Romeo and Juliet - The Concertgebouw Orchestra Of Amsterdam/Paul van Kempen, Mastercorp